# Đại học Bang Minas Gerais
Đại học bang Minas Gerais (tiếng Bồ Đào Nha: Universidade do Estado de Minas Gerais, UEMG) là một viện đại học công lập của Brasil. Đây là trường đại học lớn thứ 3 trong bang Minas Gerais, đứng sau Đại học Liên bang Minas Gerais và Đại học Liên bang Uberlândia. Nó được thành lập vào năm 1989 tại Belo Horizonte, Minas Gerais, Brasil. Bên cạnh Belo Horizonte, các khu học xá của nó được phân bố qua nhiều thành phố ở bang Minas Gerais.

## Các khoa
- Fundação Faculdade de Filosofia, Ciências e Letras de Carangola
- Fundação Educacional do Vale do Jequitinhonha
- Fundação de Ensino Superior de Passos
- Fundação Educacional de Lavras
- Fundação de Ensino e Pesquisa do Sul de Minas
- Fundação Educacional de Divinópolis
- Fundação Educacional de Patos de Minas
- Fundação Educacional de Ituiutaba
- Fundação Cultural Campanha da Princesa